# Chilo erianthalis
Chilo erianthalis là một loài bướm đêm trong họ Crambidae.